# Jung Da-hwon
Đây là một tên người Triều Tiên, họ là Jung.
Jung Da-Hwon (Hangul: 정다훤; sinh ngày 22 tháng 12 năm 1987) là một cầu thủ bóng đá Hàn Quốc thi đấu ở vị trí hậu vệ chạy cánh cho Jeju United.

## Sự nghiệp câu lạc bộ
Jung được chọn trong lựa chọn bổ sung của đợt tuyển quân K-League 2009 bởi FC Seoul. Anh chưa thể thi đấu một trận cho đội một kể từ khi gia nhập Seoul, và thi đấu chủ yếu ở đội dự bị. Ngày 24 tháng 7 năm 2009, anh ra mắt đội một trong trận giao hữu trước Manchester United, vào sân từ ghế dự bị thay cho Kim Chi-Gon.
Sau cuối mùa giải 2010, Jung trở thành cầu thủ tự do.  Sau đó anh gia nhập Gyeongnam FC. Ngày 5 tháng 3 năm 2011, Jung ra mắt tại K-League trước Gangwon FC trong chiến thắng 1-0 trên sân khách.